# Svart tumlare
Svart tumlare (Phocoena spinipinnis) som är endemisk till Sydamerikas kust. Deras utbredningsområde sträcker sig ifrån Peru i Stilla havet till Brasilien (delstaten Santa Catarina) i Atlanten. Fastän den har beskrivits som en kust-delfin har man sett den 5 mil utanför kusten och i en del sötvattensfloder.

## Utseende
Den svarta tumlaren är inte svart utan mörkgrå. De blir svarta först några minuter efter att de dött. Deras magar är ljust färgade. En vuxen individ blir omkring 150 centimeter lång och den väger runt 75 kilogram. De största exemplaren når en längd av 200 centimeter (hanne) och en vikt av 105 kilogram (hona). Dess ryggfena är ovanlig, den är mer formad som en triangel och pekar bakåt istället för uppåt och den sitter längre bak på ryggen än hos andra tumlare.

## Ekologi
Det är svårt att observera den svarta tumlaren för den är ett skyggt djur som inte visar mycket av kroppen när den kommer upp för att andas. Och den tycker inte om båtar utan simmar snabbt iväg.
Men det verkar som tumlaren lever i små grupper av två till åtta exemplar eller ensam och den äter fisk, bland annat ansjovis, arter av släktet Merluccius och makrill. Födan kompletteras med andra små fiskar, bläckfiskar och kräftdjur. Ibland bildar flera grupper en större klunga med 50 till 70 individer och den största observerade hjorden hade 150 medlemmar.
Efter 11 till 12 månader dräktighet föds en unge som i genomsnitt är 86 centimeter lång.
Svart tumlare drabbas av flera olika parasiter som rundmaskar av släktena Stenurus, Halocercus och Pseudalius, plattmasken Nasitrema globicephalae samt kräftdjuret Xenobalanus globicipitis.

## Hot och bevarandestatus
Farorna för den svarta tumlaren är som för resten av tumlarna med fiskenät, jakt och gifter. Men den svarta tumlaren har också El Nino att brottas med. El Nino gör att ekosystemet slås ut och att fisken den behöver för att överleva antingen dör eller lämnar området. 
Den svarta tumlarens kött används i Sydamerika som mat för människor eller för att uppföda krabbor. Den hamnar dessutom ofta av misstag i fiskenät. Hur dessa hot påverkar beståndet är oklart. IUCN listar arten därför som nära hotad (NT).